# Institut für Friedenssicherungsrecht und Humanitäres Völkerrecht
Das Institut für Friedenssicherungsrecht und Humanitäres Völkerrecht (IFHV) der Ruhr-Universität Bochum ist eines der führenden Forschungsinstitute im Bereich des Völkerrechts, insbesondere in den Bereichen des Friedenssicherungsrechts und des humanitären Völkerrechts, sowie der Humanitarian Studies in Europa.
Es wurde im Jahr 1988 auf Initiative von Knut Ipsen, dem damaligen Rektor der Ruhr-Universität Bochum, mit dem Ziel gegründet, internationale Konflikte zu erforschen und Lösungsansätze für diese Konflikte zu entwickeln. Die am IFHV durchgeführte Forschung ist interdisziplinär. Der Schwerpunkt des Forschungsansatzes ist dabei rechtswissenschaftlicher und sozialwissenschaftlicher Natur.
Darüber hinaus bietet das Institut akademische und fachliche Weiterbildung für die nächste Generation humanitärer Helfer an. Dies erfolgt in der Praxis insbesondere mithilfe des Joint Master’s Programme in International Humanitarian Action, das Teil des European University Network on Humanitarian Assistance (NOHA) ist.

## Personen
Seit 2014 wird das Institut von Pierre Thielbörger geleitet. Das Institut beschäftigt derzeit etwa 30 wissenschaftliche und studentische Mitarbeiter und betreut etwa 15 Doktoranden.
Folgende Professoren sind aktuell in die Arbeit des IFHV involviert:
- Pierre Thielbörger (IFHV & Juristische Fakultät; Geschäftsführender Direktor);
- Dennis Dijkzeul (IFHV);
- Hans-Joachim Heintze (IFHV);
- Katrin Radtke (IFHV);
- Christian Gudehus (IFHV)
- Markus Kaltenborn (Juristische Fakultät);
- Adelheid Puttler (Juristische Fakultät);
- Tobias Singelnstein (Juristische Fakultät);
- Ludger Pries (Fakultät für Sozialwissenschaft);
- Stefan Schirm (Fakultät für Sozialwissenschaft);
- Stefan Wohnlich (Fakultät für Geowissenschaften);

## Forschung
Das Forschungsprogramm basiert auf vier Säulen:
1. Langjährige Forschungsprojekte, die oft zu akademischen Buchpublikationen wie Monographien und Sammelwerken führen;
2. Forschungsseminare, internationale Konferenzen und Summer Schools;
3. Postdoktorale Forschung;
4. Doktorale Forschung.

Einige wichtige aktuelle und ehemalige Forschungsbereiche des Instituts umfassen:
- Fragen des internationalen und des nicht-internationalen bewaffneten Konflikts; z. B. das Recht auf Wasser in bewaffneten Konflikten, Schutz vulnerabler Gruppen, asymmetrische und technologisierte Kriegsführung, aktuelle Entwicklungen des ius ad bellum, Völkerstrafrecht sowie Konfliktvermeidung und Genozid-Prävention.
- Fragen des globalen Menschenrechtsschutzes; z. B. die menschenrechtliche Verantwortung von Unternehmen, das Menschenrecht auf Wasser und das Menschenrecht auf Land, Zwangsmigration, Klimawandel und Menschenrechte, Minderheitenrechte und des Rechts auf Selbstbestimmung.
- Fragen und aktuelle Herausforderungen der Humanitären Hilfe; z. B. Probleme internationaler Organisationen bei der Durchführung humanitärer Hilfsoperationen, Schutz vulnerabler Gruppen in der Humanitären Hilfe und Stärkung und Einbindung lokaler Akteure.

## NOHA-Master
Das European University Network on Humanitarian Assistance (NOHA) ist eine internationale Vereinigung von Universitäten mit dem Ziel, die fachliche Qualifikation im Bereich der humanitären Hilfe durch Förderung der humanitären Werte im Hochschulwesen zu verbessern. Sein Vorzeigeprojekt, das Joint Master’s Programme in International Humanitarian Action, wurde 1993 ins Leben gerufen. Die beteiligten europäischen Partneruniversitäten waren im Jahr 2020:
- Ruhr-Universität Bochum (Deutschland);
- Universität Aix-Marseille (Frankreich);
- University College Dublin (Irland);
- Universität Vilnius (Litauen);
- Universität Malta (Malta);
- Universität Groningen (Niederlande);
- Universität Warschau (Polen);
- Universität Uppsala (Schweden);
- Universidad de Deusto (Spanien).

Der NOHA-Master hat den Status eines Erasmus-Mundus-Programms, sodass die Europäische Union herausragende Drittstaatsangehörige durch die Vergabe von Stipendien fördert. Studenten und Dozenten des NOHA-Masters sind Teil eines globalen Netzwerkes von Universitäten, die sich mit den Themen der humanitären Hilfe beschäftigen:
- Fordham University / FU United States
- Universidad Javeriana / UJ Colombia
- Universitas Gadjah Mada / UGM Indonesia
- Université Saint-Joseph / USJ Lebanon
- Chiang Mai University / CMU Thailand
- International Christian University / ICU Japan
- Deakin University / DU Australia
- Tata Institute of Social Sciences / TISS India
- German Jordanian University / GJU Jordan

Der NOHA-Masterstudiengang am IFHV genießt eine breite Unterstützung von verschiedenen Akteuren. Dazu zählen das Internationale Komitee des Roten Kreuzes und das Deutsche Rote Kreuz, die Europäische Union, der Global Campus for Human Rights (ehemals EIUC) in Venedig, viele Nichtregierungsorganisationen aus dem Bereich der humanitären Hilfe, zwischenstaatliche Organisationen sowie die breitere internationale humanitäre Gemeinschaft.

## Veröffentlichungen
Das Institut unterhält eine Reihe regelmäßig erscheinender wissenschaftlicher Publikationsserien, die sich sowohl grundsätzlichen Themen als auch aktuellen Fragestellungen der Humanitarian Studies und des humanitären Völkerrechts widmen.

### Humanitäres Völkerrecht (HuV)
Die HuV ist die führende deutsche Fachzeitschrift für Forschung im Bereich des humanitären Völkerrechts, der Menschenrechte und des Friedenssicherungsrechts. Die Zeitschrift wird halbjährlich vom IFHV herausgegeben und erscheint im Berliner Wissenschaftsverlag (BWV).

### Die Friedens-Warte
Seit 2020 ist der Geschäftsführende Direktor des IFHV, Pierre Thielbörger, Mitherausgeber der Friedens-Warte, der ältesten Zeitschrift im deutschsprachigen Raum für Fragen der Friedenssicherung und der internationalen Organisation. Seit ihrer Gründung 1899 durch den späteren Friedensnobelpreisträger Alfred H. Fried stellt sie ein zentrales Forum für die Diskussion friedenswissenschaftlicher Fragen dar.aktiven Friedensgestaltung erforderliche Fachwissen in die politische Praxis zu vermitteln.

### Bochumer Faxe („Bofaxe“)
Bofaxe widmen sich aktuellen Ereignissen, die einen Bezug zum humanitären Völkerrecht haben. Aufgrund ihres überschaubaren Umfangs sind sie ein gutes Instrument, komprimierte Analysen humanitärvölkerrechtlicher Themen bereitzustellen. Sie bieten sowohl Experten als auch Nachwuchswissenschaftlern die Möglichkeit, ihre forschungsbasierte Einschätzung zu völkerrechtlichen Entwicklungen in knapper Form zu veröffentlichen. Seit 2019 unterhält das IFHV eine Kooperation mit dem „Voelkerrechtsblog“, wo die Bochumer Faxe ebenfalls veröffentlicht werden.

### IFHV Working Papers
Seit 2010 geben das IFHV und die Ruhr-Universität Bochum die Reihe IFHV Working Papers heraus. Diese bietet Wissenschaftlern die Möglichkeit, eine größere Leserschaft auf ihre akademische Arbeit zu humanitären Fragestellungen aufmerksam zu machen.

### WeltRisikoBericht
Seit 2018 gibt das IFHV in Zusammenarbeit mit dem Bündnis Entwicklung Hilft (BEH) den WeltRisikoBericht heraus. Dieser enthält den WeltRisikoIndex, ein methodisches Konstrukt, welches das potenzielle Katastrophenrisiko von 181 Ländern der Welt angeben soll. Der Index berücksichtigt dabei die Gefährdung durch Naturgefahren wie Erdbeben oder Wirbelstürme und berechnet die Fähigkeit einer Gesellschaft, auf solche Ereignisse zu reagieren. Der WeltRisikoIndex wird jedes Jahr durch ein Schwerpunktthema ergänzt, das einen tieferen Einblick in einzelne Aspekte des Disaster Risk Management ermöglichen soll.